# 새만금경제자유구역사업단
새만금경제자유구역사업단(새萬金經濟自由區域事業團 ; 약칭 새만금경제단)은 새만금경제자유구역의 개발 및 홍보업무를 지원하기 위해 설립된 대한민국 농림수산식품부 산하 한국농어촌공사 소속기관이다. 전라북도 군산시 새만금북로 466 (오식도동)에 위치하고 있다.

## 연혁
- 2008년 5월 6일 새만금ㆍ군산경제자유구역 지정고시 : 지식경제부
- 2008년 9월 24일 한국농어촌공사 산업단지 단위사업시행자 선정
- 2008년 10월 10일 새만금산업단지 개발사업 투자협약 체결
- 2008년 10월 17일 새만금지구 산업단지 개발계획 변경승인 및 고시
- 2008년 12월 23일 조사설계용역 합동사무소 개소
- 2008년 12월 30일 1공구 1단계 준설매립 실시계획 승인 : 지식경제부
- 2009년 1월 14일 1공구 준설토매립공사 착수
- 2009년 1월 29일 새만금경제자유구역사업단 임시사무소 개소
- 2009년 3월 27일 1공구 기공식
- 2009년 12월 15일 홍보전시관 및 사옥 신축 기공식
- 2010년 7월 5일 공유수면매립권 양도양수 협약체결(한국농어촌공사 - 농림수산식품부)
- 2010년 7월 9일 개발계획 변경 및 실시계획 승인 : 지식경제부
- 2010년 7월 11일 1공구 1차 준설매립공사 준공(매립량 278만m3)
- 2010년 12월 6일 1공구 2차 매립공사 착공
- 2010년 12월 30일 개발계획(2차) 및 실시계획(2차) 변경 승인(지식경제부)
- 2011년 2월 8일 1공구 단지조성공사 착공
- 2011년 4월 8일 새만금산업단지 관리기본계획 고시
- 2011년 4월 20일 (주)OCI와 산업단지 1공구 가계약 체결
- 2011년 11월 16일 새만금산업단지 홍보전시관 및 사옥 준공식

## 조직

### 새만금경제자유구역사업단장

#### 사업총괄실장
- 운영지원팀
- 분양마케팅팀
- 사업계획팀
- 사업관리팀

## 같이 보기
- 새만금군산경제자유구역청
- 새만금사업추진기획단
- 새만금사업단
- 새만금홍보관